# Lista publicațiilor feministe românești
- 1836-1847, 1862-1 864: Curier de ambe sexe, București, revistă literară editată de Ion Heliade Rădulescu ce încuraja educația pentru ambele sexe conform epocii moderne.
- 1837 - 1847: Curier de ambe sexe, editat la București de Ion Heliade Rădulescu[1]
- 1863 - 1865: Amicul familiei, revistă apărută la București sub redacția Constanței Dunca-Schiau
- 1865 - 1866: Mama și copilul, revistă redactată la București de Maria Rosetti
- 1868: Femeia, jurnal editat la Roman de I. Gheorghiu.
- 1868-1869: Femeea: jurnal nepolitic. A apărut în Roman și Bacău, editată de  I. Gheorghiu-Budu.
- 1878-1881: Femeea română: ziarul social, literar și casnic. București. Bisăptămânal, sub direcția Mariei Flechtenmacher (1838-1888). Această publicație avea abonați în toate provinciile românești și propunea poeme, traduceri din literatura franceză, articole literare și recenzii. Au contribuit : Sofia Nădejde, Eufrosina Homoriceanu și Aurelia Arsenescu. Publicația milita pentru emanciparea femeilor.
- 1879 - 1881: Femeia Română, publicație de format mare; apărea la București de două ori pe săptămână sub direcția Mariei Flechtenmacher.
- Ianuarie - decembrie 1893: Rândunica, editată de Adela Xenopol la Iași, revistă lunară cu caracter literar și științific.
- 1895 - 1896: Buletinul Ligii Femeilor, organ al Ligii Femeilor Române de la Iași; reapare în 1895 sub titlul Supliment la Buletinul Ligii Femeilor; printre colaboratori se aflau: Cornelia Emilian Sevastos, Maria Dobrea, Elise Popescu, P. Mușoiu.
- 1896 - 1899: Dochia, revistă lunară apărută la Iași, sub direcția Adelei Xenopol.
- 1903: Femeia și familia. Sibiu. Revistă literară bilunară.
- 1905-1907, 1914-1916: Revista noastră. București. Bilunară, în mod neregulat. Editată de Constanța Hodoș. Au contribuit Sofia Nădejde, Elena Văcărescu, Elena Fargo și Maria Cunțan.
- 1905 - 1907: Revista noastră, editată de Constanța Hodoș la București; colaboratori: Sofia Nădejde, Elena Voronca, Maria Cunțan, Alice Călugăru ș.a.
- 1905 - 1906: Românca, revistă lunară din București de sub direcția Adelei Xenopol.
- 1909 - 1916: Unirea Femeilor Române, organul asociației Unirea educatoarelor române, revistă redactată la Iași de Tereza Stratilescu.
- 1911: Gazeta feminină, publicație apărută la București și redactată de Th. Scarlat-Brăila ca număr festiv în onoarea Societății Ortodoxe Naționale a Femeilor Române.
- 1912 - 1916: Viitorul româncelor, revistă lunară de sub direcția Adelei Xenopol, a apărut mai întâi la Iași (ianuarie-octombrie 1912), apoi la București (noiembrie 1912 - 1916).
- 1912 - 1916: Drepturile femeii, revistă lunară, organ al asociației Drepturile femeii, editată la București de Eugenia de Reuss-Ianculescu; reapare (săptămânal) în câteva numere în 1924 ca organ al Ligii Drepturile și datoriile femeii.
- 1913, 1928: Femeea. București. Revistă feministă lunară.
- 1914 - 1916: Anuarul reuniunii femeilor române din Sibiu, Sibiu.
- 1916 - 1919: Sulamith: revistă lunară pentru femeia evreică. Supliment la revista ‘Hatikvah’. Galați.
- 1919 - 1920: Mama româncă: ștafeta feministă. Tg. Frumos.
- 1919 - 1921: Acțiunea feministă, organul Asociației pentru emanciparea civilă și politică a femeilor; a apărut la Piatra Neamț sub direcția Valentinei Focșa; Asociația avea și un Buletin trimestrial la Iași.
- 1920-1922; 1928-1931: Anuarul R.F.R. din Beiuș și județ
- 1921 - 1938: Bulletin du Conseil National des Femmes Roumaines, organ al Consiliului Național al Femeilor din România, editat la București, sub direcția Alexandrinei Cantacuzino.
- 1922: Jurnalul femeii, publicație săptămânală “pentru cultura femeii”; apare la București sub conducerea Mariei Bontaș.
- 1922-1923: Lumina femeii. Cluj.
- 1926 - 1943: Revista scriitoarei, apare la București lunar (noiembrie 1926 - decembrie 1940; ianuarie 1942 - decembrie 1943), sub direcția Adelei Xenopol (1926-1928), apoi a Aidei Vrioni. Începând cu 1929 își va modifica titlul în Revista scriitoarelor și scriitorilor români; în paginile sale au fost publicate numeroase portrete ale personalităților proeminente ale feminismului românesc.
- 1926-1938, 1942-1943: Revista scriitoarei. București. Revistă lunară. Editată de Adela Xenopol, și mai târziu de Aida Vrioni. S-au publicat portretele unor feministe românce și extrase din scrierile lor. În 1929, publicația și-a schimbat numele în Revista scriitoarelor și scriitorilor români.
- 1927, 1929-1931 : Calendarul femeii, Cluj. Publicat anual de  Reuniunea Femeilor Creștine Române din Cluj.
- 1929 - 1930: Femeia muncitoare, organ al Cercului feminin de pe lângă Sindicatele unitare; girant-responsabil Jeana Șerbănescu; apare lunar la București.
- 1930: Anuarul Uniunii Femeilor Române din România-Mare. Al Șaptesprezecilea an de la întemeiere 1913 – 1930, apare sub egida Comitetului de direcție al Uniunii, condus de Maria B. Baiulescu.
- 1930: Tribuna femeii. București. Săptămânal. Editată de Maria Prigor. Au contribuit Ella Negruzzi, Micaela Catargi, Sabina Moscu și Margareta Nicolau.
- 1930-1931: Femeia de mâine. București. Lunară. Director Sanda I. Mateiu.
- 1930-1931: Sub ochii femeii. București. Săptămânale. Director Lucrezzia Kar.
- 1931 - 1933: Femeia muncitoare, organ al Uniunii Femeilor Muncitoare din România; apare lunar la București, în limbile română, maghiară și germană.
- 1931 - 1935: Gazeta femeii, “organ săptămânal de informare și de apărare a intereselor feminine”; apare la București, având printre colaboratori personalități feministe ca Alexandrina Cantacuzino, Elena Văcărescu, Marta Bibescu, Ella Negruzzi, Calypso Botez, Izabela Sadoveanu ș.a.
- 1933: Misiunea, organ al societății Dreptul mamei, publicație lunară, editată de Maria Beiu-Paladi la București “pentru întărirea și dezvoltarea spiritului de familie” .
- 1933 - 1935: Cuvântul femeilor, publicație “săptămânală, independentă, pentru afirmarea punctului de vedere feminin în manifestările vieții statului și poporului nostru” ; editată la București de Ortansa Szatmary; printre colaboratoare se numărau: Maria Filotti, Ella Negruzzi, Claudia Millian, Medeea Niculescu ș.a.
- 1935: A apărut la București publicația Drumul femeii, la început săptămânală, apoi bilunară. Scopul gazetei era să lupte pentru “recunoașterea drepturilor femeii pe toate tărâmurile” . A fost organul de presă al Societății pentru protecția mamei și copilului, apoi al Frontului feminin.
- 1935-1939: Graiul femeii. Ploiești. Editată de Zoe Pardos.
- 1935-1939: Femeia satelor. Deva. Director Maria Pârvulescu.
- 1938: Revista femeilor române. Câmpeni-Turda. Lunară. Editată de Maria Miron, profesoară.
- 1943-1946, 1948: Almanahul Mariana, București.
- 1944 - 1945: Femeia și Căminul, revistă săptămânală de cultură, editată la București, având printre colaboratori pe: Dimitrie Gusti, Ionel Teodoreanu, Hortensia Papadat-Bengescu, Lucia Demetrius, Tanți Cocea, Mircea Șeptilici ș.a.
- 1945 - 1946: Drumul femeii, “revistă de cultură și informare a femeii”, apare la București sub redacția Theodosiei Graur. Printre colaboratori: Maria Rosetti, Ștefan Milcu, Coralia Călin, Hortensia Papadat-Bengescu, Maria Banuș ș.a.
- 1946: Femeia, gazetă săptămânală; apare la București având printre colaboratori: Dina Cocea, Lucia Demetrius, Florica Gulian, Gabriela Bervrachi ș.a.
- 1946 - 1948: Femeia, publicație săptămânală din București, organ al Uniunii Femeilor Democrate din România având printre colaboratori pe: Maria Rosetti, Florica Bagdazar, Eugenia Rădăceanu, Constanța Crăciun, Ofelia Manole, Florica Mezincescu, Maria Sârbu.
- 1947 - 1948;1959: Almanahul femeii, editat la București de Federația Democrată a Femeilor din România.
- 1947 - 1948: Buletin intern al Uniunii Femeilor Antifasciste din România, editat la București de Comitetul Central al Uniunii.
- 1948 - 1949: Bulletin d’Information de l’U.F.D.R.
- 1955: Buletinul Comitetului Femeilor Democrate din R.P.R. (Secția Relații cu Străinătatea).
- 1955: Women in the Romanian people’s Republic. Edited by the Democratic Womens Committee of the R.P.R.
- 1958-1967: Săteanca. Lunară, adresată unei audiențe rurale. „Revistă social-politică și culturală editată de Consiliul Național al Femeilor din Republica Populară România.”

- 1957: Femeia, organ al Consiliului Național al femeilor din România.
- 1991-1998: Ea și el. Revistă feministă editată de Ecaterina Oproiu.
- 1992: Timpul femeilor în țara bărbaților sub direcția Ecaterinei Oproiu.
- 1995- : AnA-Info. București. Se publică de patru ori pe an.
- 1998: AnALize, revistă editată de Societatea de analize feministe AnA, sub direcția Laurei Grünberg.